# Märija Omarowa
Märija Nurghaliqysy Omarowa (kasachisch Мәрия Нұрғалиқызы Омарова, russisch Мария Нургалиевна Омарова Marija Nurgalijewna Omarowa; * 1. März 1951 in Köktal, Oblast Taldy-Kurgan, Kasachische SSR) ist eine kasachische Ärztin und Politikerin.

## Leben
Märija Omarowa wurde 1951 im Dorf Köktal im heutigen Audan Panfilow im Gebiet Schetissu geboren. Sie absolvierte ein Medizinstudium am Staatlichen Medizinischen Institut in Alma-Ata.
In den Jahren 1974 bis 1995 arbeitete sie in verschiedenen Positionen, unter anderem als Doktorandin und als Leiterin der Abteilung für Ökologie und allgemeine Hygiene des staatlichen medizinischen Instituts Almaty. Anschließend war sie zwei Jahre lang Leiterin der Abteilung für Wissenschaft sowie stellvertretende Leiterin der Abteilung für Wissenschaft, Bildung und Personalarbeit des kasachischen Gesundheitsministeriums. Zwischen 1997 und 1999 leitete sie die Abteilung für medizinische Wissenschaft des Gesundheitsausschusses im Ministerium für Bildung, Kultur und Gesundheitswesen. 1999 war sie stellvertretende Vorsitzende des Gesundheitsausschusses im Ministerium für Gesundheit, Bildung und Sport. Von November 1999 bis August 2000 bekleidete sie die Position der Vorsitzenden der Agentur für Gesundheitsfragen, der Vorgängerinstitution des Gesundheitsministeriums. Seit 2000 ist sie Direktorin des kasachischen Zentrums für Hygiene und Epidemiologie.